# EFootball
eFootball — відеогра жанру симулятора футболу, розроблена та видана японською компанією Konami. Це безкоштовна гра, яка з'явилася після повного ребрендингу оригінальної серії Pro Evolution Soccer (відомої як Winning Eleven в Японії) на серію eFootball. Вихід гри відбувся осінню 2021 року на платформах Microsoft Windows, PlayStation 4, PlayStation 5, Xbox One й Xbox Series X/S і літом 2022 року на Android й iOS.

## Розроблення
21 липня 2021 року Konami випустила шестихвилинне відео, в якому розповіли про нову гру. Анонс означало, що бренд Pro Evolution Soccer припинить своє існування.
Гра була випущена на PlayStation 4, PlayStation 5, Microsoft Windows, Xbox One і Xbox Series 30 вересня 2021 року. Уперше в історії франшизи був використанний ігровий рушій Unreal Engine 4 замість власного Fox Engine.
8 жовтня 2021 року Konami оголосила, що 28 жовтня 2021 року випустить нове оновлення з виправленнями проблем гри. Оновлення було відкладено на листопад 2021 року. 5 листопада Konami випустила оновлення 0.9.1 і оголосила, що випуск версії 1.0 відкладено до весни 2022 року. Версія 1.0.0 eFootball 2022 була анонсована 6 квітня 2022 року, на ПК і консолях вийшла 14 квітня 2022 року, а на мобільних пристоях 2 червня 2022 року.
31 травня 2022 року Konami оголосила про свої плани на осінь 2022-го та на 2023 рік щодо таких функцій, як Master League і кількість команд, які можна використовувати в офлайн-режимі, всі вони будуть випущені як платний контент.

### Оновлення eFootball 2023 (v2.0.0)
25 серпня 2022 року, eFootball оновили до eFootball 2023 із новими ліцензіями клубів і ліг та іншими вдосконаленнями. Клуб Америка, Гвадалахара, Мілан та Інтер тепер знову будуть представлені в eFootball, однак Ювентуса не буде після того, як вони уклали ексклюзивну угоду з FIFA 23. Прімера Дивізіон і решта клубів, тепер представлені як ліги в eFootball 2023.
29 серпня 2022 року вийшло оновлення до версії 2.0.1, яке було спрямоване на виправлення проблеми, яка впливала на стабільність програмного забезпечення.
6 вересня 2022 року Konami оновила гру до версії 2.0.2 де виравила ряд помилок та змінила ігровий процес.
15 вересня 2022 року Konami анонсувала перенесення внутрішьноігрових даних до версії 2.2.0, яке заплановане на листопад 2022 року.

## Критика
Під час запуску гравці та критики розкритикували eFootball за «жахливу» графіку, недостатню кількість контенту, повільний рушій та через жахливу систему управління. При 92 % негативних відгуків, вона стала грою з найгіршим рейтингом у Steam через день після випуску та грою з найнижчим рейтингом 2021 року в агрегаторі оглядів Metacritic. Пізніше компанія вибачилася за численні проблеми з грою та сказала, що працюватиме над її покращенням. Велике оновлення «1.0», яке спрямоване на вирішення багатьох із цих проблем, було випущено 14 квітня 2022 року на ПК і консолях та 2 червня 2022 року на мобільних пристроях.